# Maximilian Attems-Gilleis

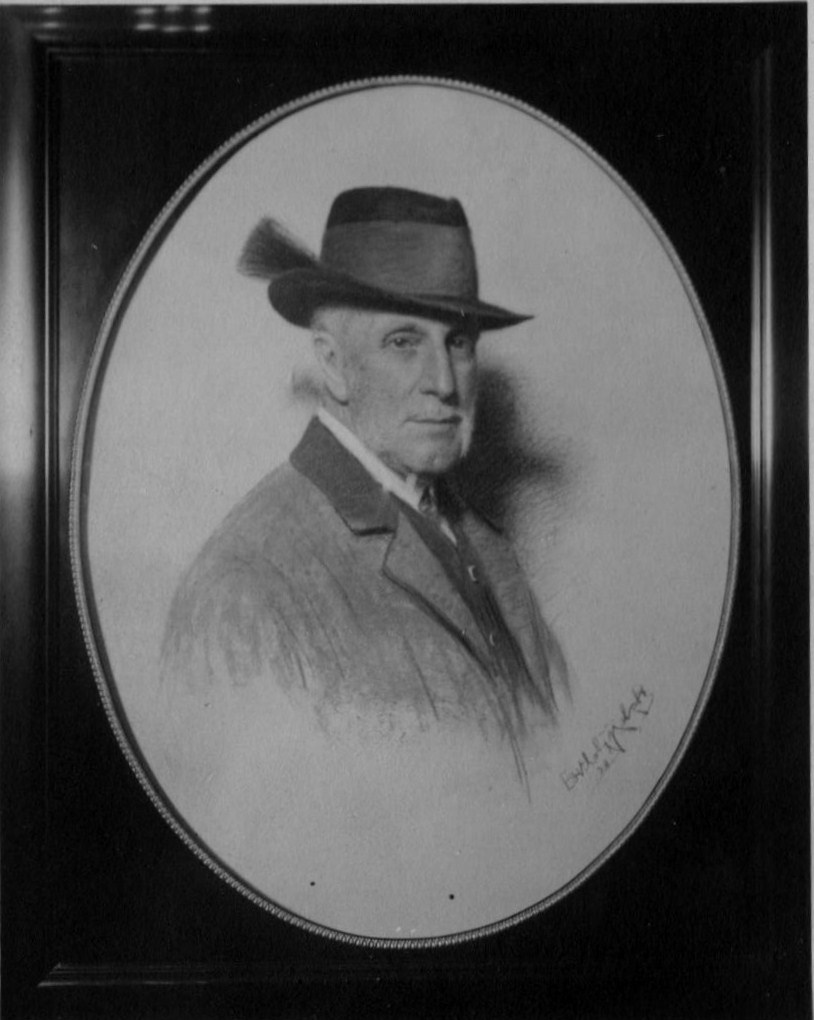
Maximilian Graf von Attems-Gilleis, 1859–1939 (2)

Maximilian Eugen (Graf von) Attems-Gilleis  (* 3. April 1859 auf Schloss Schrattenthal, Niederösterreich, als Attems-Heiligenkreuz; † 25. Oktober 1939 auf Schloss Therasburg, Niederösterreich) aus der 1102 erstmals erwähnten Familie Attems bekleidete als erblicher Träger des Titels Reichsgraf am kaiserlichen Hof in Wien die Ehrenfunktion eines k.u.k. Kämmerers und war 1917/1918 Mitglied des Herrenhauses des österreichischen Reichsrats.

## Leben
Maximilian Attems-Heiligenkreuz wurde 1859 als Sohn von Anton August Graf von Attems-Heiligenkreuz, ab 1890 Attems-Gilleis (1834–1891) und dessen Frau Maria, geb. Gräfin zu Hardegg auf Glatz und im Machlande (1836–1906), geboren. Ad personam erhielt er, wie sein Vater drei Jahre vorher, am 7. Mai 1893 als Inhaber des aus der Familie seiner Großmutter väterlicherseits stammenden ehemals Gilleis'schen Familienfideikommisses von Kaiser Franz Joseph I. das Recht der Namens- und Wappenvereinigung mit dem neuen Namen Attems-Gilleis.
Als Besitzer der Herrschaft Therasburg im Waldviertel, Niederösterreich, restaurierte er Schloss Therasburg 1893 umfassend und legte die Kastanienallee, den Obstgarten, eine Wasserversorgung mittels Hochbehälter inklusive Pumpwerk, den Teich und die Terrassenanlage an. Die Badener Jubiläumsausstellung eröffnete Maximilian Attems-Gilleis am 3. September 1898 als Hausherr im Park der Badener Villa Attems.

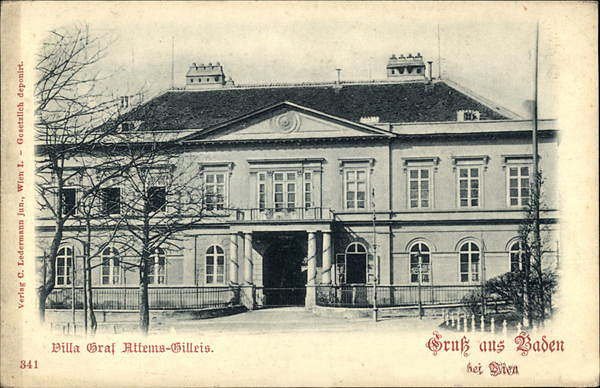
Villa Attems-Gilleis in Baden bei Wien, Erzherzog-Rainer-Ring-23, vor 1899

1894 wurde ihm Habsburggasse 9 aus dem Attems Gilleis Fideikommiss übertragen. Er beauftragte Ludwig Richter 1901 mit der Errichtung eines Wohn- und Geschäftshauses in Wien 1., Stallburggasse 4 in der Nähe der Hofburg anstatt des vorigen Hauses.
1917 verlieh ihm Kaiser Karl I. die erbliche Reichsratswürde im Herrenhaus als neben Edmund Attems zweitem Vertreter seiner Familie im Reichsrat; er war dort als Eugen Attems-Gilleis verzeichnet. Er war Präsident des Badener Trabrennvereins, Ehrenmitglied der Feuerwehren Theras, Roehrawiesen und Kainreith. Des Weiteren war Maximilian Attems-Gilleis Mitbegründer und Präsident des Vereins Molkerei AGs.

## Familie
Er heiratete am 29. Oktober 1892 in erster Ehe Franziska Faltis (1866–1920), Tochter des Textilindustriellen Johann Faltis, und am 17. November 1925 in zweiter Ehe May Hartmann (1871–1954), Tochter des königlich preußischen Majors Julius Justus Hartmann.

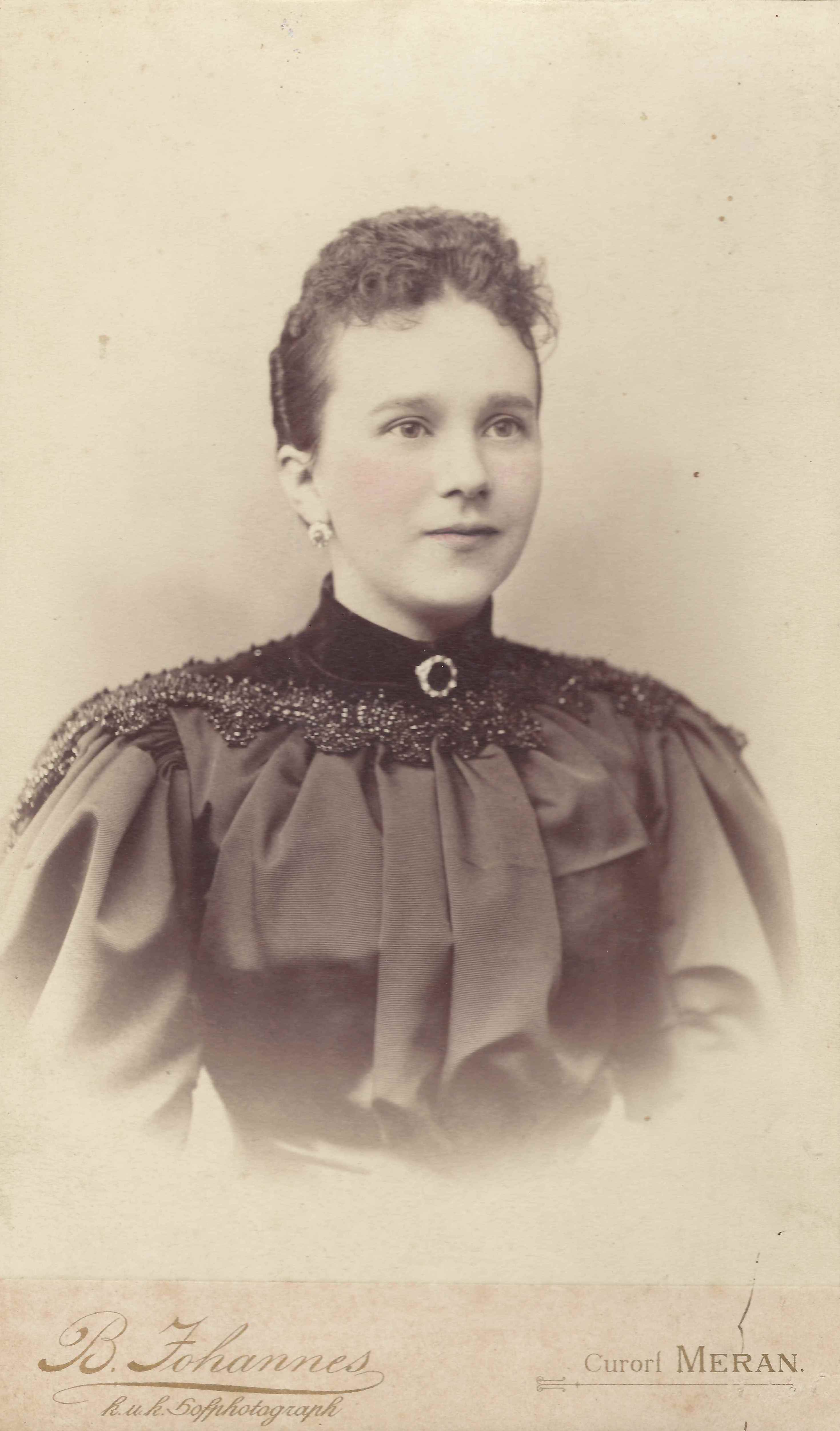
Franziska Gräfin Attems-Heiligenkreuz, später Attems-Gilleis, ca. 1885 in Meran
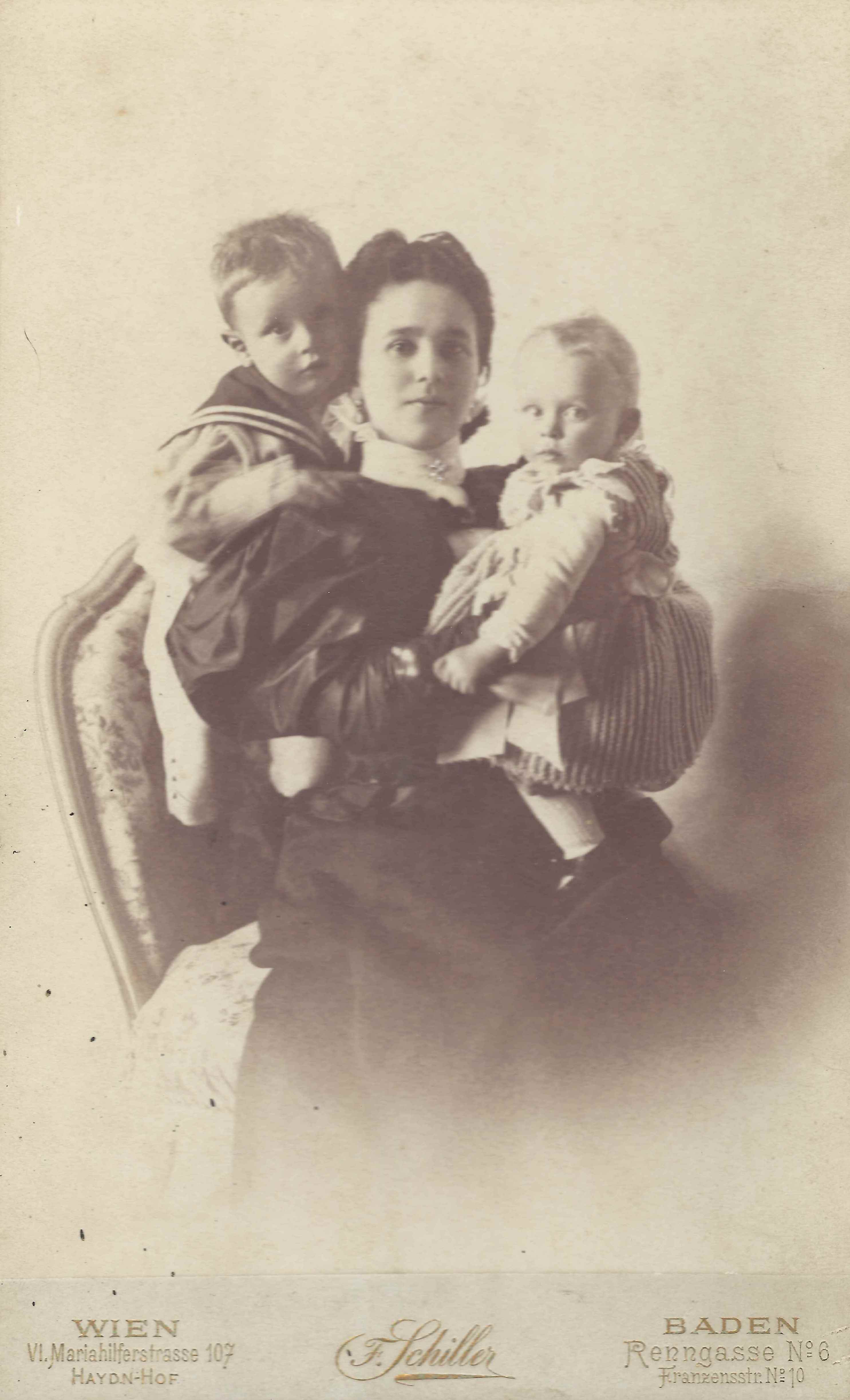
Franziska Gräfin Attems-Gilleis und ihre Söhne Erich und Dominik, März 1896

Kinder aus der ersten Ehe:
- Erich (* 1893) ⚭ 1922 Elisabeth Freiin Parish von Senftenberg (* 1903), gesch.
- Karl (* 1897) ⚭ 1937 Maria Theresia Gräfin von Attems, Freiin von Heiligenkreuz (* 1899)
- Anton (* 1899) ⚭ 1925 Violette von Czjzek-Smidaich (* 1907)
- Marie-Therese (* 1900) ⚭ 1921 Gustav Freiherr von Suttner

Attems-Gilleis' jüngerer Bruder war der oberösterreichische Landesregierungs-Vizepräsident und spätere Landesamtsdirektor Hermann von Attems-Heiligenkreuz. Sein Neffe war Botschafter Maximilian Attems-Heiligenkreuz. Seine Schwester Franziska Xaveria (1861–1893) war mit Graf Karl Lanckoroński verheiratet; an sie erinnert das Faniteum in Wien.